# Антоній (Петрушевський)
Антоній Петрушевський (27 травня 1828 —жовтень 1912) — український церковний діяч часів Російської імперії.

## Життєпис

### Молоді роки
Син православного священника Гервасія Петрушевського. Народився 1828 року у селі Листвен Звенигородського повіту Київської губернії. Початкову освіту здобував удома. У 1838—1839 роках навчався в повітовому училищі. 1849 року вступив до Київської духовної семінарії. Студентом одружився з донькою священника.
1850 року по закінченню семінарії висвячений на ієрея та одержав призначення до Катеринополя, де служив його батько. Рано овдовів. Зусилля спрямував на спорудження нової церкви, де став служити парафіяльним священником. Також викладав у місцевому приходському училищі. За свою працю був нагороджений набедренником, скуфією та камілавкою. За звернення консисторії займався судовими справами церкви в Уманському і Звенигородському повітах.

### На господарських посадах
1871 року перейшов до Литовської єпархії, де працював його друг архімандрит Євген Шерешилов. Разом з ним Петрушевський з Вільно перебрався до Гродно, де обіймав посаду економа Гродненського архієрейського дому). 1874 року Священний Синод нагородив його наперсним хрестом. 1875 року переїздить до Ковно, де отримав посаду Ковенського архієрейського дому. 1878 року посів таку саму посаду в Мінську. також став старшим членом ревізійного комітету Мінської духовної семінарії. Того ж року отримав сан протоієрея.
1881 року перебирається до Астрахані, де призначається секретарем місцевого комітету місіонерського товариства. Потім стає завідувачем господарства Покровського Болдинського Астраханського монастиря. багато зусиль доклав до відкриття Воскресенсько-Мироносицького жіночого монастиря біля Чорного Яру. 1883 року його було нагороджено орденом Святої Ганни III ступеня, а 1887 року — орденом Святої Ганни II ступеня.
1889 року призначено економом Києво-Софійського митрополичого дому. Того ж року стає головою правління єпархіального свічного заводу. 1891 року народжено орденом Святого Володимира IV ступеня.

### Намісник
14 червня 1896 року рішенням Синоду Петрушевського було призначено намісником Києво-Печерської лаври. 5 липня того ж року прийняв чернечий постриг, змінивши ім'я на Антоній. 10 липня отримав сан архімандрита.
З його ініціативи почалася реставрація розписів Успенського собору, що було завершено 1902 року. 1900 року було нагороджено орденом Святої Ганни I ступеня. У 1904—1905 роках керував роботами зі зведення Благовіщенської церкви при митрополичих покоях, Лаврської лікарні, приміщення бібліотеки митрополита Київського Флавіана. 1905 року Червоний Хрест нагородив архімандрита Антонія медаллю за надання допомоги пораненим під час російсько-японської війни.
1909 року подав у відставку з посади намісника. Новим було призначено Амвросія Булгакова.

### Останні роки
Залишався ченцем лаври до самої смерті у жовтні 1912 року. Поховано біля Рідзво-Богородицької церкви на Дальних печерах. Заповів Києво-Печерській лаврі свою значну бібліотеку (859 книг). Тепер вона зберігається у відділі бібліотечних зібрань та історичних колекцій Національної бібліотеки України ім. В. І. Вернадського.